# Diamesa matunigra
Diamesa matunigra är en tvåvingeart som beskrevs av Sasa och Kawai 1987. Diamesa matunigra ingår i släktet Diamesa och familjen fjädermyggor. Inga underarter finns listade i Catalogue of Life.